# Le Bouchaud (Allier)
Pour les articles homonymes, voir Le Bouchaud.
Le Bouchaud est une commune française située dans le département de l'Allier, en région Auvergne-Rhône-Alpes.

## Géographie

### Localisation
La commune se situe à la limite de la Saône-et-Loire et de la Loire, à l'est du département de l'Allier. Elle se trouve dans les Basses Marches du Bourbonnais.
Ses communes limitrophes sont :
|                     | Neuilly-en-Donjon, Luneau | Avrilly                         |
| Lenax               | Bouchaud                  | Bourg-le-Comte (Saône-et-Loire) |
| Montaiguët-en-Forez | Urbise (Loire)            | Céron (Saône-et-Loire)          |

### Climat
Pour des articles plus généraux, voir Climat d'Auvergne-Rhône-Alpes et Climat de l'Allier.
En 2010, le climat de la commune est de type climat océanique dégradé des plaines du Centre et du Nord, selon une étude du CNRS s'appuyant sur une série de données couvrant la période 1971-2000. En 2020, Météo-France publie une typologie des climats de la France métropolitaine dans laquelle la commune est exposée à un climat océanique altéré et est dans la région climatique Centre et contreforts nord du Massif Central, caractérisée par un air sec en été et un bon ensoleillement.
Pour la période 1971-2000, la température annuelle moyenne est de 10,9 °C, avec une amplitude thermique annuelle de 16,5 °C. Le cumul annuel moyen de précipitations est de 777 mm, avec 10,5 jours de précipitations en janvier et 7 jours en juillet. Pour la période 1991-2020, la température moyenne annuelle observée sur la station météorologique de Météo-France la plus proche, « Saint-Didier_sapc », sur la commune de Saint-Didier-en-Donjon à 10 km à vol d'oiseau, est de 11,5 °C et le cumul annuel moyen de précipitations est de 762,6 mm,. Pour l'avenir, les paramètres climatiques de la commune estimés pour 2050 selon différents scénarios d'émission de gaz à effet de serre sont consultables sur un site dédié publié par Météo-France en novembre 2022.

## Urbanisme

### Typologie
Au 1er janvier 2024, Le Bouchaud est catégorisée commune rurale à habitat très dispersé, selon la nouvelle grille communale de densité à 7 niveaux définie par l'Insee en 2022.
Elle est située hors unité urbaine et hors attraction des villes,.

### Occupation des sols

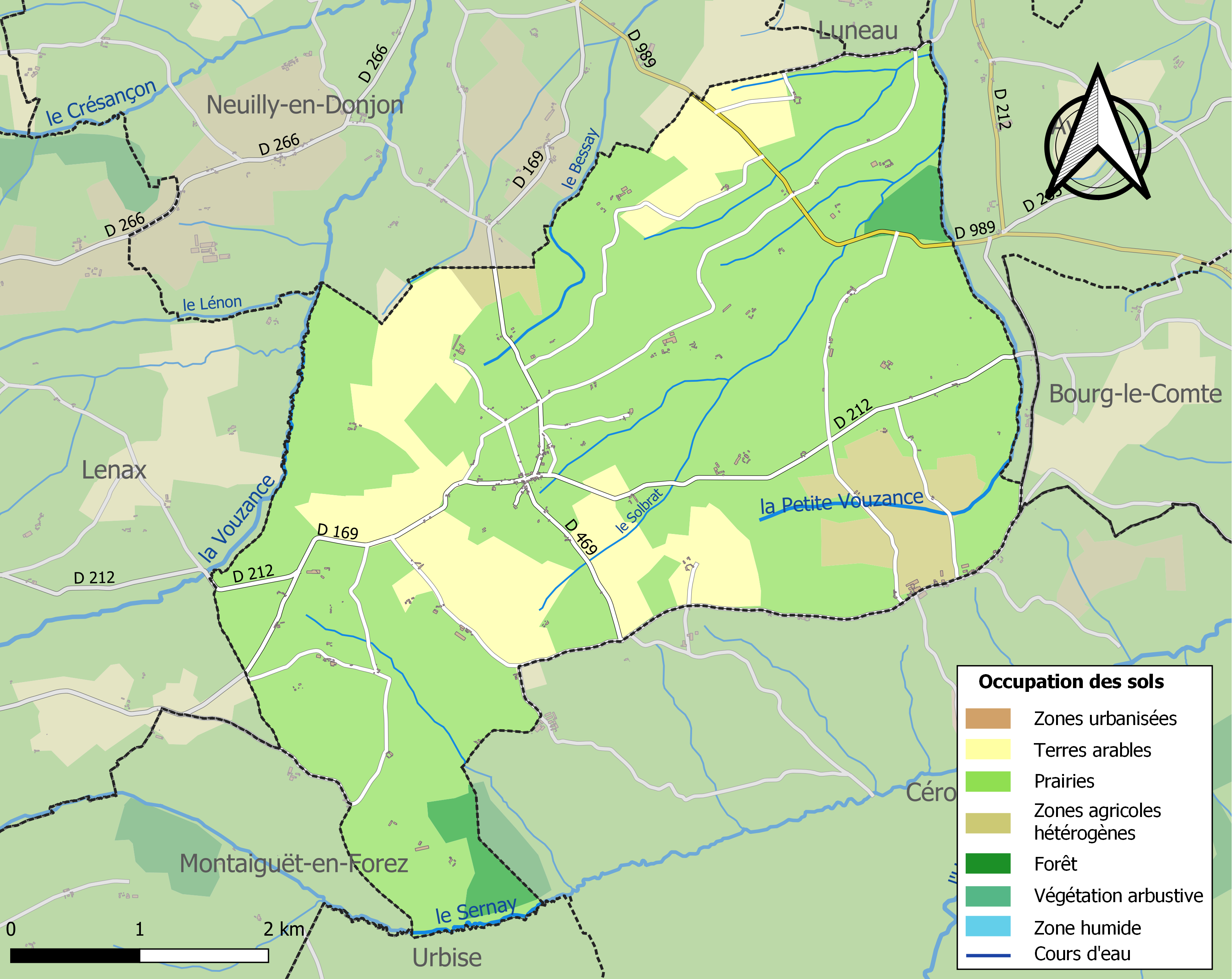
Carte des infrastructures et de l'occupation des sols de la commune en 2018 (CLC).

L'occupation des sols de la commune, telle qu'elle ressort de la base de données européenne d’occupation biophysique des sols Corine Land Cover (CLC), est marquée par l'importance des territoires agricoles (97,6 % en 2018), une proportion identique à celle de 1990 (97,6 %). La répartition détaillée en 2018 est la suivante : prairies (75,8 %), terres arables (16,6 %), zones agricoles hétérogènes (5,2 %), forêts (2,4 %).
L'IGN met par ailleurs à disposition un outil en ligne permettant de comparer l'évolution dans le temps de l'occupation des sols de la commune (ou de territoires à des échelles différentes). Plusieurs époques sont accessibles sous forme de cartes ou photos aériennes : la carte de Cassini (XVIIIe siècle), la carte d'état-major (1820-1866) et la période actuelle (1950 à aujourd'hui).

### Voies de communication et transports
Le territoire communal est traversé par les routes départementales 169 (depuis Neuilly-en-Donjon au nord), 212 (reliant Lenax à Bourg-le-Comte), 469 (vers Céron) et 989 (au nord-est de la commune).

## Politique et administration

### Administration municipale
Le maire sortant est réélu à l'issue des élections municipales de 2014 ; trois adjoints ont été désignés.

### Liste des maires
| Période                                  | Période                      | Identité       | Étiquette | Qualité           |
| ---------------------------------------- | ---------------------------- | -------------- | --------- | ----------------- |
| Les données manquantes sont à compléter. |                              |                |           |                   |
| mars 2001                                | mars 2008                    | Pierre Maurice |           |                   |
| mars 2008                                | En cours (au 8 juillet 2020) | Louis Méret    | DVG       | Retraité agricole |

### Instances judiciaires
Le Bouchaud dépend de la cour d'appel de Riom, du tribunal de proximité de Vichy, du tribunal judiciaire et du tribunal de commerce de Cusset.

## Population et société

### Démographie
L'évolution du nombre d'habitants est connue à travers les recensements de la population effectués dans la commune depuis 1793. Pour les communes de moins de 10 000 habitants, une enquête de recensement portant sur toute la population est réalisée tous les cinq ans, les populations de référence des années intermédiaires étant quant à elles estimées par interpolation ou extrapolation. Pour la commune, le premier recensement exhaustif entrant dans le cadre du nouveau dispositif a été réalisé en 2006.

En 2022, la commune comptait 193 habitants, en évolution de −9,81 % par rapport à 2016 (Allier : −1,38 %, France hors Mayotte : +2,11 %).
| 1793 | 1800 | 1806 | 1821 | 1831 | 1836 | 1841 | 1846 | 1851 |
| ---- | ---- | ---- | ---- | ---- | ---- | ---- | ---- | ---- |
| 495  | 242  | 762  | 538  | 485  | 527  | 561  | 576  | 606  |

| 1856 | 1861 | 1866 | 1872 | 1876 | 1881 | 1886 | 1891 | 1896 |
| ---- | ---- | ---- | ---- | ---- | ---- | ---- | ---- | ---- |
| 600  | 636  | 671  | 615  | 644  | 651  | 663  | 630  | 656  |

| 1901 | 1906 | 1911 | 1921 | 1926 | 1931 | 1936 | 1946 | 1954 |
| ---- | ---- | ---- | ---- | ---- | ---- | ---- | ---- | ---- |
| 598  | 612  | 580  | 557  | 548  | 493  | 473  | 484  | 463  |

| 1962 | 1968 | 1975 | 1982 | 1990 | 1999 | 2006 | 2011 | 2016 |
| ---- | ---- | ---- | ---- | ---- | ---- | ---- | ---- | ---- |
| 410  | 377  | 341  | 277  | 253  | 222  | 212  | 206  | 214  |

| 2021 | 2022 | - | - | - | - | - | - | - |
| ---- | ---- | - | - | - | - | - | - | - |
| 199  | 193  | - | - | - | - | - | - | - |

### Événements
- Foire d'embouche. Cette manifestation est organisée chaque année depuis 1925[Note 2]. Rassemblant des éleveurs de bovins, d'ovins et de chevaux, la foire était à l'origine organisée le 16 février ; elle permettait aux éleveurs de vendre leurs bêtes et de fixer la tendance du marché pour la région et pour l'année suivante. Afin de lutter contre la baisse de fréquentation due à la date fixe de l'événement (en pleine semaine certaines années), il fut décidé par le conseil municipal en 1996 de la programmer le troisième samedi du mois de février.

### Enseignement
Le Bouchaud dépend de l'académie de Clermont-Ferrand. Elle gère une école élémentaire publique.
Les élèves poursuivent leur scolarité au collège du Donjon puis, pour les filières générales et technologiques, au lycée de Presles de Cusset (renommé lycée Albert-Londres).

## Culture locale et patrimoine

### Lieux et monuments

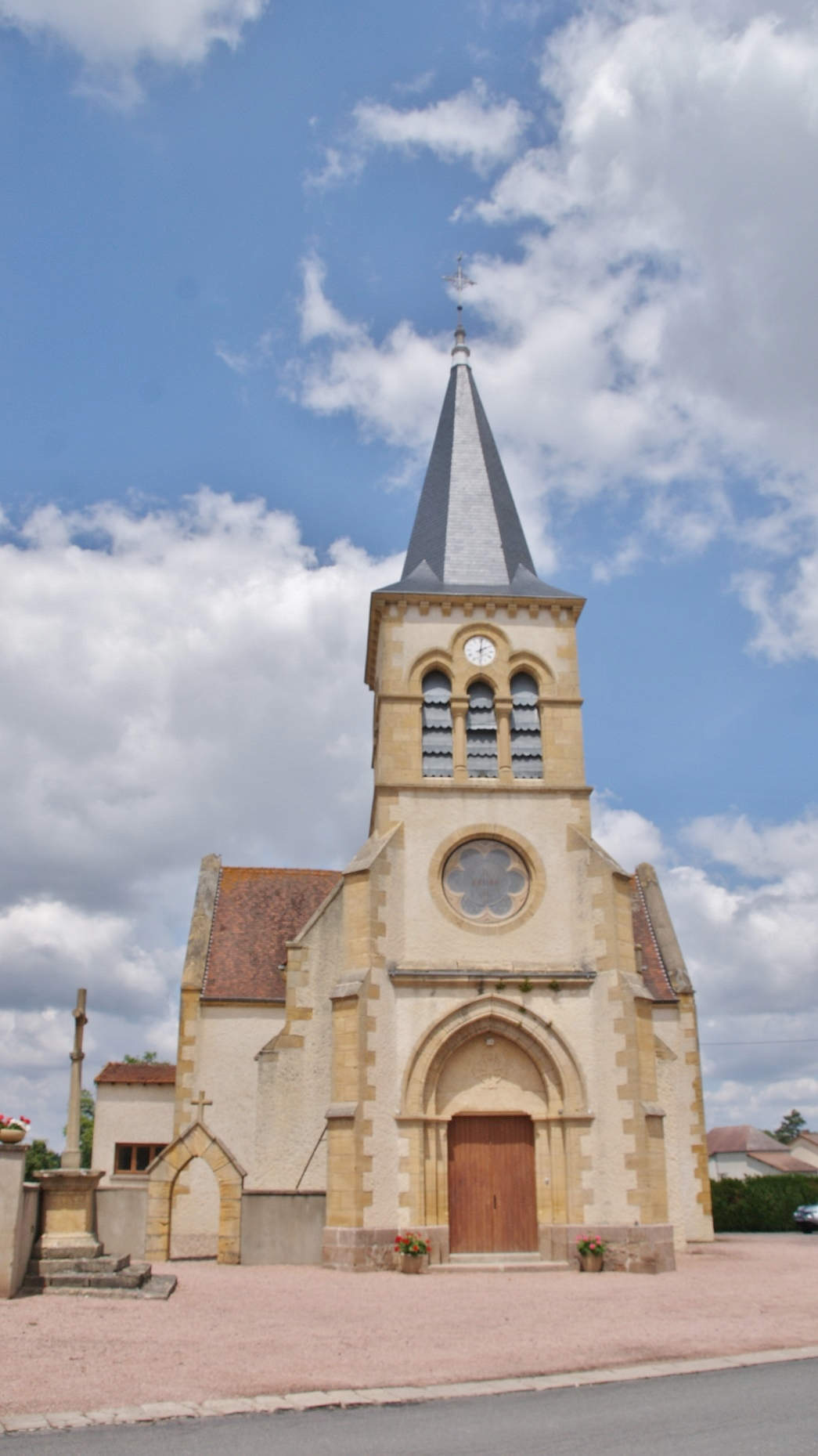
L'église Sainte-Catherine.

- Église paroissiale Sainte-Catherine.